# Migliarina (La Spezia)
Migliarina (Migiaìna in dialetto spezzino) è uno dei quartieri più estesi della città della Spezia.

## Storia
La zona di Migliarina era in epoca romana un’importante zona di passaggio lungo la via litoranea che da Luni portava in Liguria: qui si trovava infatti l'oppidum di Boron, toponimo citato dalla Tabula Peutingeriana e corrispondente al porto ed alla pieve di San Venerio, antichissimo edificio dedicato al monaco eremita dell’isola del Tino, poi patrono del golfo della Spezia.
La chiesa si trovava un tempo isolata nella campagna di Migliarina e oggi è inglobata nel quartiere della Pieve alle porte della Spezia. Nel 1160 venne fondato a Migliarina l’ospedale di San Giovanni Battista per la cura dei pellegrini. A lui venne intitolata la parrocchia di Migliarina, indipendente prima del 1578, poi accorpata a quella di Isola a causa di un brutto episodio accaduto nel 1565, ricordando su una lapide posta su un'abitazione in via Sarzana, in cui si legge "Ciafer corsal tripolitano de III galere qui homo ocise un vivo ne prese e II done zoveni in Tripol vive condusse. Il vivo fu recalato con scudi LXXII"; i corsari tripolini capitanati dal Corsaro Ciafer arrivarono a Migliarina e saccheggiarono tutto il circondario costringendo gli abitanti dell’epoca a recuperare le poche cose che avevano e sfollare verso i monti, in particolare, a Isola appunto; la chiesa riacquistò autonomia parrocchiale soltanto nel 1633.
Terminato il saccheggio gli abitanti facevano ritorno nelle loro dimore e trovando la chiesa distrutta si rimboccarono le maniche e costruirono la chiesa dedicata a San Giovanni Battista. L’insediamento sorgeva di fronte all’area dove oggi presente la parrocchia che tutti conoscono, inaugurata nel 1933.
La Spezia ha, nell’ambito della deportazione, un tragico primato rispetto alle altre città italiane, in percentuale alla popolazione e registrando più deportati e annoverando il maggior numero di vittime a Mauthausen, ben 585 deportati: tra il 21 e il 22 novembre 1944 le autorità tedesche di stanza alla Spezia misero in atto una gigantesca operazione di rastrellamento nel quartiere popolare di Migliarina, arrestando tutti coloro che in quel momento si trovavano all’interno del quartiere compresi operai, studenti, insegnanti, giovani e meno giovani, partigiani e non. Le squadre fasciste circondarono l’intero quartiere, da Marcantone al Canaletto fino alla Pieve e tutti coloro che alle 8 del mattino si trovavano nella zona del rastrellamento vennero arrestati e caricati sui camion per essere trasferiti alla ex Caserma del 21º Reggimento (oggi complesso del "2 Giugno"). Fra loro anche Franco Cetrelli e un'altra dozzina sotto i 18 anni. L’area di Migliarina non è un luogo casuale. Quella parte di città era infatti, già prima della II Guerra Mondiale, percorsa da forti sentimenti antifascisti e antinazisti, contribuendo al radicamento del C.L.N., alla Resistenza in città e in montagna, ed attirando su di sé l’attenzione nemica. Pagarono tanti, anche chi non risultava avere legami con le organizzazioni clandestine con il preciso scopo di punire e reprimere, senza alcuna pietà di sorta.

## Descrizione
Fino agli anni sessanta Migliarina era principalmente una zona agricola, poi urbanizzata fino alle dimensioni attuali.
È situato nella zona orientale del centro urbano e conta circa 10 000 abitanti. Il quartiere confina con quelli del Canaletto, di Bragarina, del Favaro, di Montepertico e di Mazzetta.
Migliarina sviluppa il suo centro fra viale Italia, via del Canaletto, corso Nazionale, e via Sarzana all'inizio della quale si trova la zona più antica chiamata Marcantone.
Nel quartiere si trovano due parchi pubblici, che pur condividendo il nome (Parco 25 aprile), sono di fatto separati da una delle principali arterie viarie cittadine, Viale Italia.
La zona ospita il principale scalo merci della città, la Stazione di La Spezia Migliarina, nella quale si fermano anche treni regionali per Pisa, Parma e La Spezia Centrale.

## Monumenti e luoghi d'interesse

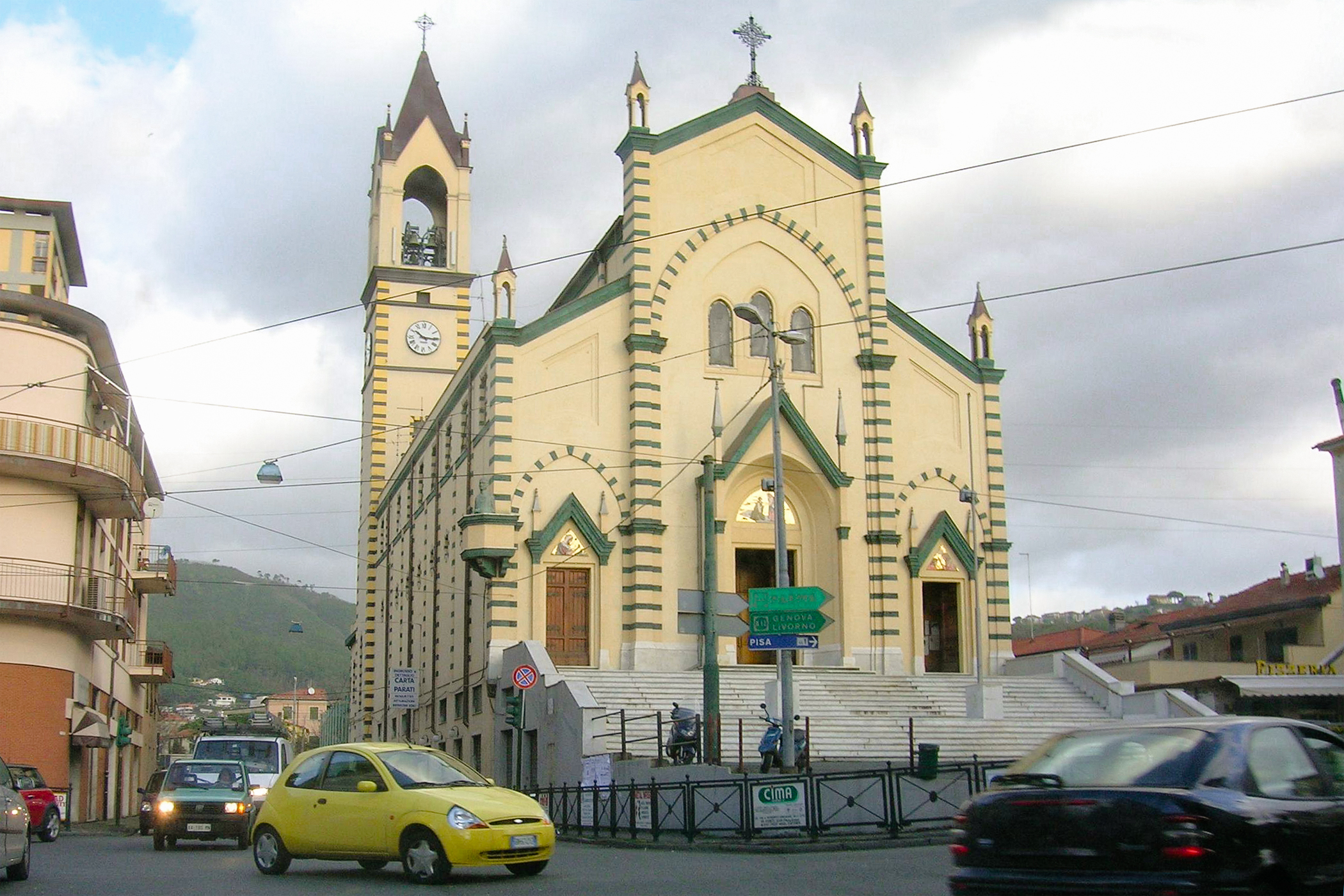
La chiesa di San Giovanni Battista, tra le maggiori della città di Spezia, situata all'incrocio di via del Canaletto e via Sarzana.

### Architetture religiose
- Chiesa parrocchiale di San Giovanni Battista;
- Pieve di San Venerio;
- Chiesa di San Paolo Apostolo, in località "La Piana";